# Meksykańska Akademia Architektury
Meksykańska Akademia Architektury (hiszp. Academia Mexicana de Arquitectura, AMA), meksykański samorząd zawodowy, uczestniczący we wszystkich krajowych debatach architektów.
Prezesami organizacji byli: Joaquin Alvarez Ordóñez, Jesús Aguirre Cárdenas (1981-1984), Francisco Cobarrubias Gaytán.
Członkowie to m.in. Antonio Attolini Lack, Aurelio Nuño Morales, Enrique Carral Icaza, Juan José Díaz Infante Núñez, Sara Topelson de Grinberg, Wiktor Zin.